# Milan Kopřiva (fotbalista)
Milan Kopřiva (* 11. ledna 1953) je bývalý český fotbalista, obránce. Po skončení aktivní kariéry působil jako trenér.

## Fotbalová kariéra
V československé lize hrál za Škoda Plzeň. Nastoupil v 90 ligových utkáních. Ve druhé nejvyšší soutěži hrál i za BSS Brandýs nad Labem.

## Ligová bilance
| Ročník                                   | Zápasy | Góly | Klub                  |
| ---------------------------------------- | ------ | ---- | --------------------- |
| 1. československá fotbalová liga 1976/77 | 10     | 0    | Škoda Plzeň           |
| 1. československá fotbalová liga 1977/78 | 10     | 0    | Škoda Plzeň           |
| 1. československá fotbalová liga 1978/79 | 9      | 0    | Škoda Plzeň           |
| 1. československá fotbalová liga 1979/80 | 13     | 0    | Škoda Plzeň           |
| Česká národní fotbalová liga 1981/82     | 13     | 0    | Škoda Plzeň           |
| Česká národní fotbalová liga 1988/89     | 30     | 1    | BSS Brandýs nad Labem |
| 1. LIGA CELKEM                           | 42     | 0    |                       |